# 日本ベーシックインカム学会
日本ベーシックインカム学会（にほんベーシックインカムがっかい）は、日本に所在する学会。

## 概要
2018年12月に設立。代表理事は井上智洋。
日本でのベーシックインカムの導入の実現に向けての研究を行うことを目的とする。
学会の役員には、大学教授をはじめとしたベーシックインカムの実現を目指す文化人が名を連ねる。
2021年の竹中平蔵によるベーシックインカムの提案を巡る議論が話題になった際には、日本ベーシックインカム学会会長は、コロナ禍で困窮する人が増える中では、格差を埋める政策としてベーシックインカムが注目されているとする。これからの日本では労働の大部分はロボットに取って代わられ多くの人が職を失うことが危惧され、今後ますますベーシックインカムの議論は必要、とする。現在の生活保護は必要な人の2割程度にしか行き渡っていないものの、ベーシックインカムではこの問題を解決できる、一気に導入は無理なため、まずは現在の社会保障と重複する無駄な部分を見直しながら、段階的に導入するべきとする。
2022年の朝日新聞SDGs ACTION!の記事で、日本ベーシックインカム学会の白崎一裕がベーシックインカムについて解説する。
2022年11月12日には駒澤大学で第5回日本ベーシックインカム学会年次大会基調講演が行われて、苫米地英人が登壇して講演をする。ここで苫米地はベーシックインカムには賛成の立場であり、これからの日本でのベーシックインカムの実現までを述べる。これからの日本では現在の日本の通貨は減少して行く期間に入り、現在の通貨に代わるデジタル通貨が流通するようになるとする。この新たなデジタル通貨によって国民は税金を納めなくてもよくなるどころか政府からデジタル通貨を配布されるという形でのベーシックインカムが実現できるようになるとする。そしてこの場合には世界で統一したベーシックインカムが実現できるとする。

## 役員[1]

### 理事
- 代表理事：井上智洋（駒澤大学経済学部）
- 副代表理事：下村幸仁（佐久大学人間福祉学部）
- 理事(あいうえお順）：
- 岡野内恵里子 (BIEN)
- 榊原清玄（東京大学総合文化研究）
- 白崎一裕（ベーシックインカム・実現を探る会）
- 名川文清  (BIEN)
- 朴 勝俊 （関西学院大学総合政策学部）
- 松尾匡 （立命館大学経済学部）
- 諸星たお （エッセンシャルワーカー、活動家）
- 事務局(あいうえお順):：岡野内恵里子, 榊原清玄、仲村亮介、諸星たお、他
- 監事：澤井英明（兵庫医科大学）
- 顧問：エノ・シュミット (BIENスイス、FRIBIS:The Freiburg Institute for Basic Income Studies）